# Масло из молока яка

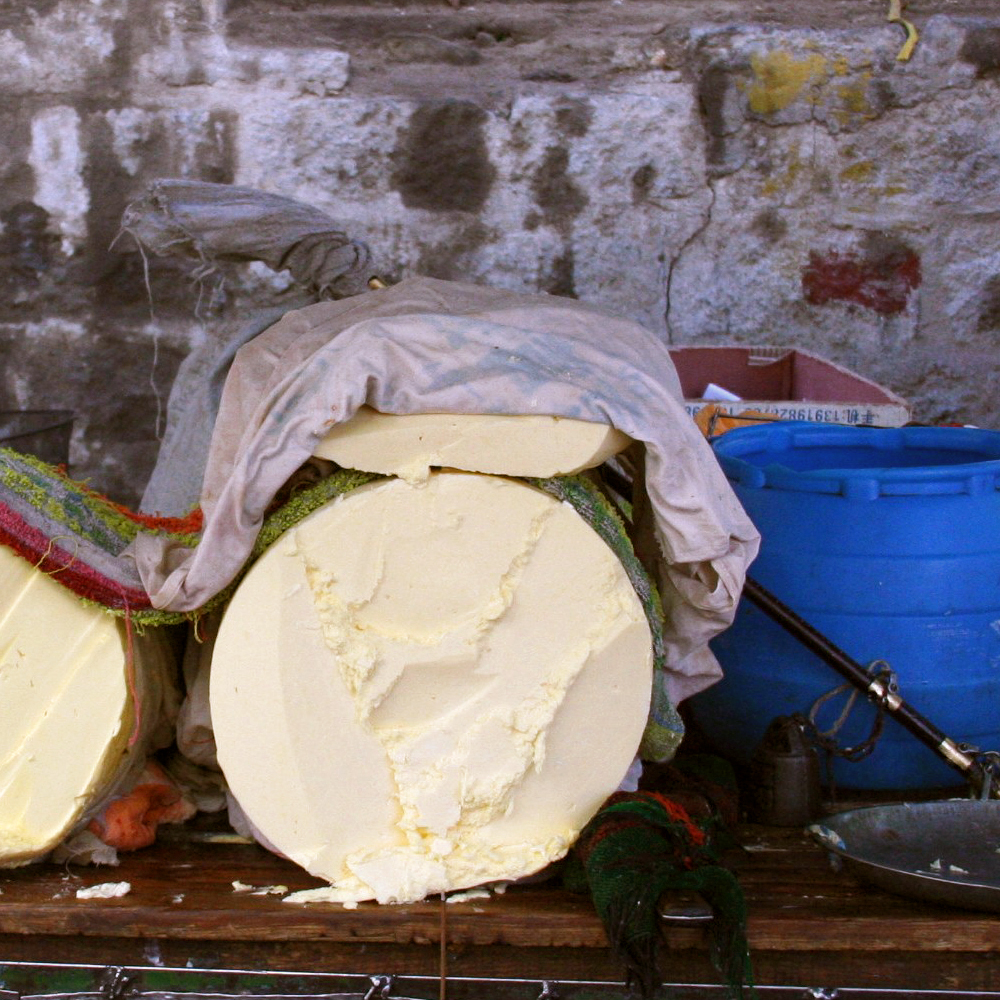
Продажа масла яка на уличном рынке в Лхасе

Масло яка — сливочное масло, сделанное из молока одомашненного яка. Является главным продуктом питания и предметом торговли в скотоводческих общинах в Южной и Центральной Азии и в Тибетском нагорье. Многие общины скотоводов производят и потребляют молочные продукты из ячьего молока, включая сыр и сливочное масло — например в Китае, Индии, Монголии, Непале, и Тибете.
Ячье молоко имеет примерно в два раза большую жирность, чем цельное коровье молоко, сливочное масло имеет текстуру, близкую сыру.

## Производство

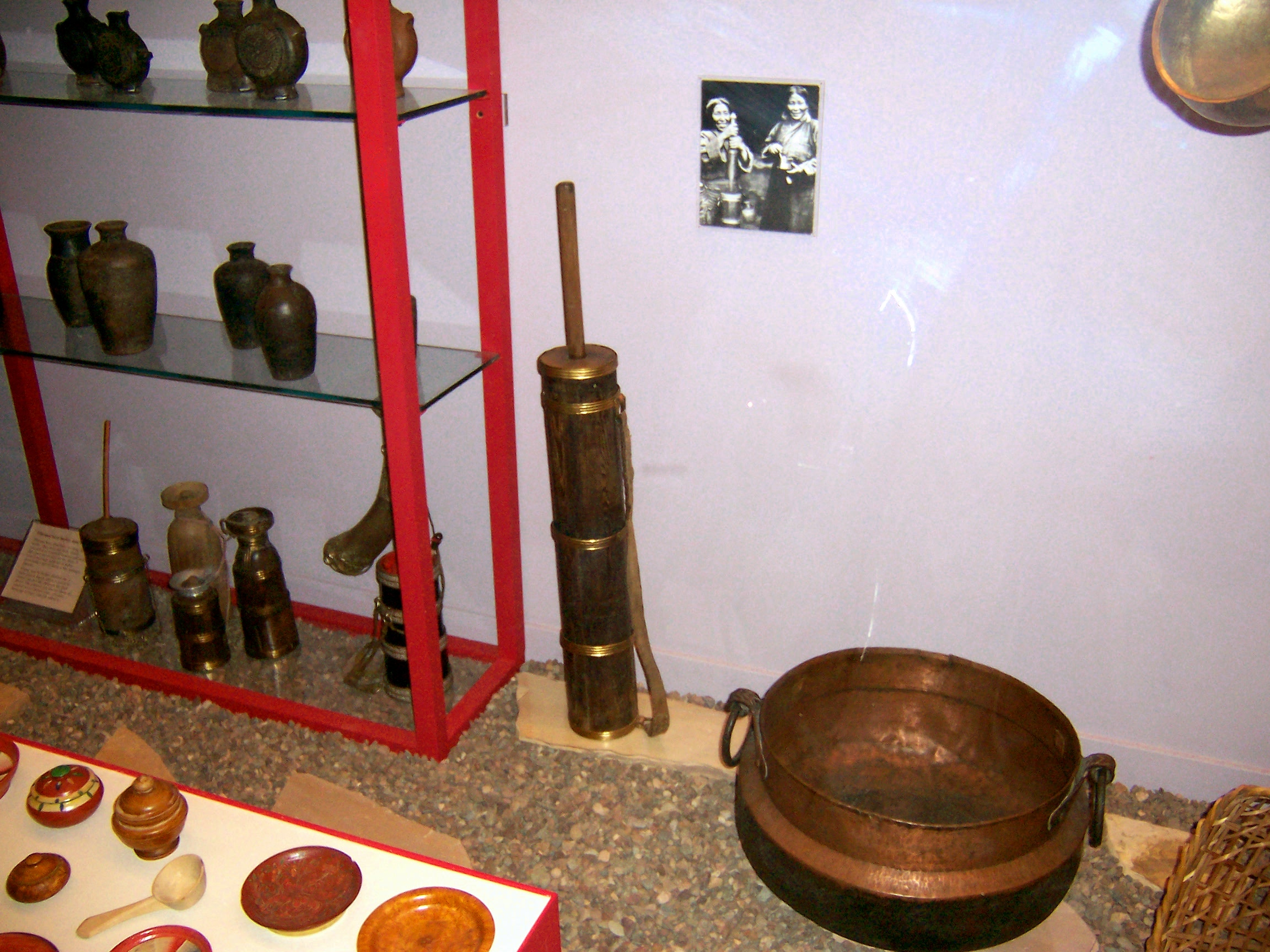
Маслобойка с элементами тибетской кухни в полевом музее

Ячное скотоводство даёт пастухам множество различных продуктов, включая навоз для топлива, тягловую силу, мясо, волокна, и молоко. Не во всех скотоводческих сообществах есть традиция использования ячьего молока или сливочного масла, хотя в районах горных пастбищ употребление этих продуктов является распространенным явлением.
В Тибете молоку яка дают сначала перебродить. Летом получившийся раствор взбивают в деревянной маслобойке. Зимой раствор, настоянный в течение нескольких дней, выливают в бараний желудок и взбалтывают до тех пор, пока масло не принимает форму.
Свежее ячье масло может храниться до года, оно должно храниться в сухом месте без доступа воздуха, обычно в мешках, сшитых из овечьих желудков, или завернутым в большие листья рододендрона.

## Применение

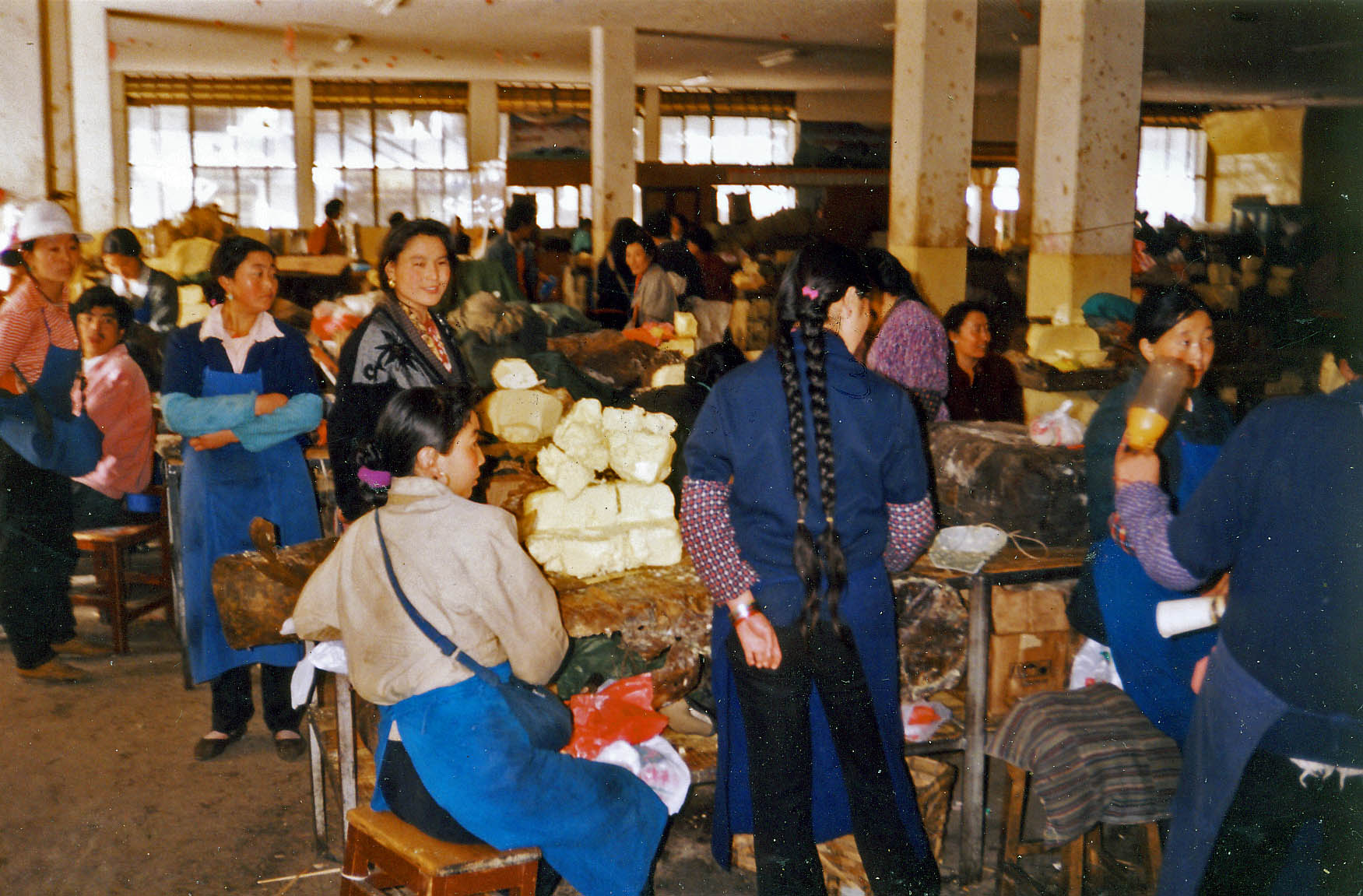
Рынок ячьего сливочного масла, Лхаса (1993)

Часуйма — популярный тибетский напиток, изготовляемый из ячьего сливочного масла, чая, соли и воды.
Топлёное сливочное масло яка может быть смешано в примерно равных пропорциях с обжаренной ячменной мукой (цампой). Полученное тесто, смешанное с финиками или кунжутом, используется для угощения гостей.
Масло яка используется в традиционной выделке шкур. Старое, прогорклое масло предпочтительнее, чем свежее.
Другие непродовольственные области применения включают топливо для масляных ламп, увлажнение кожи, и традиционные масляные скульптуры для Лосара. Некоторые скульптуры из ячьего масла могут достигать почти 10 метров в высоту.
В Непале, особенно в Катманду, сыр из молока яка и ячье сливочное масло производятся на заводах и продаются. В 1997, 1998 гг. 26 тонн масла было произведено и продано в Непале.